# Rockwell AIM-65

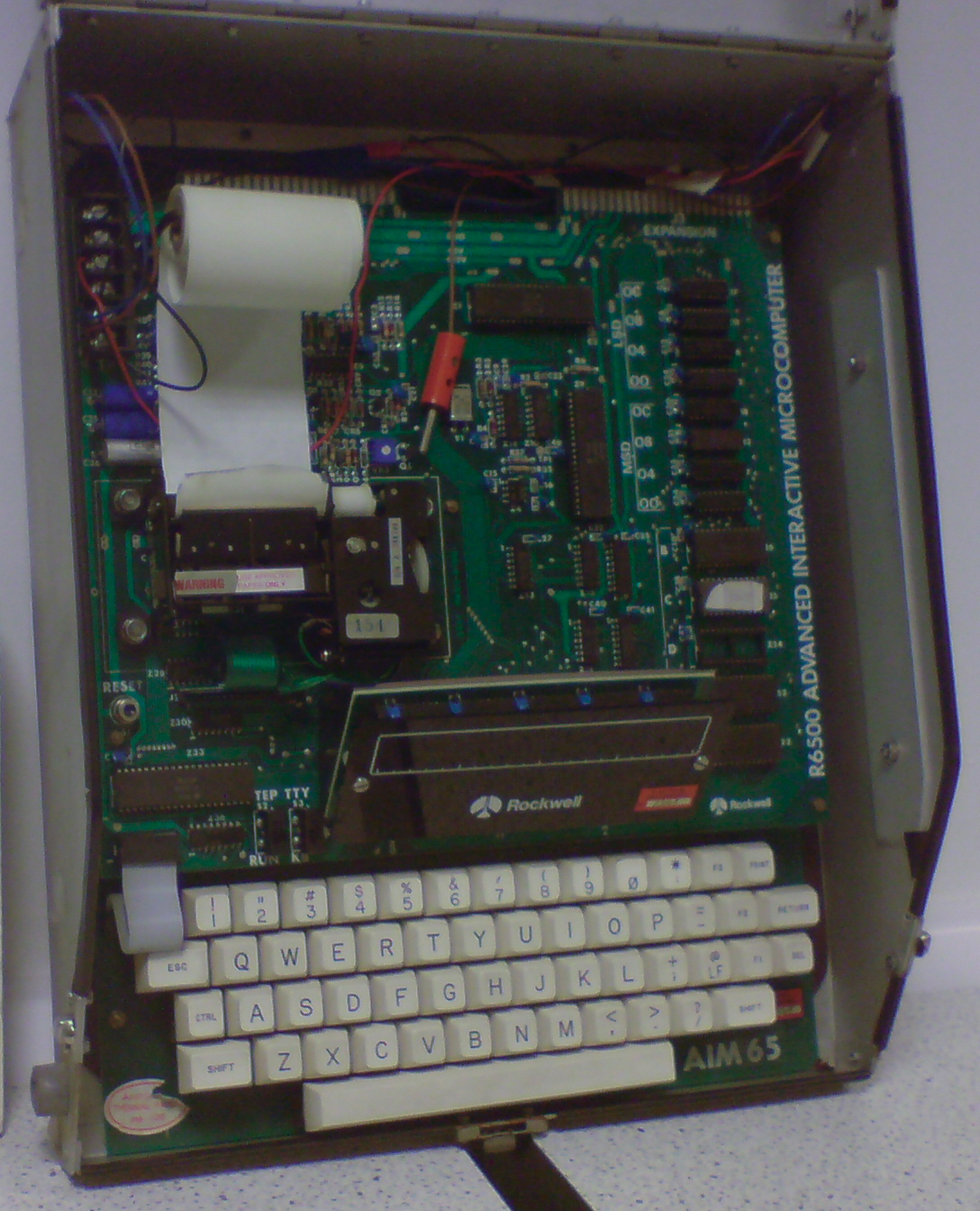
AIM-65.

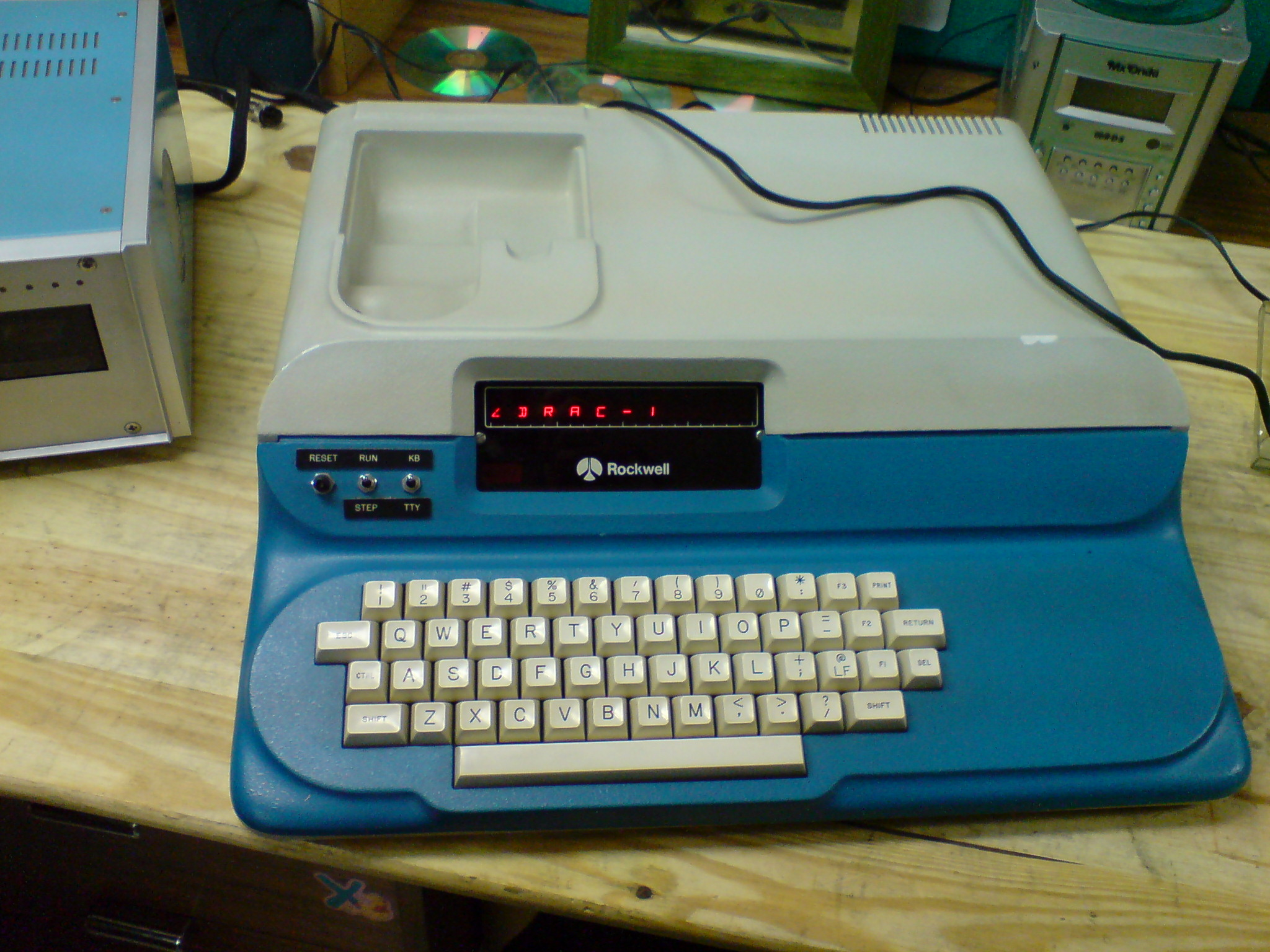
Comelta Drac-1.

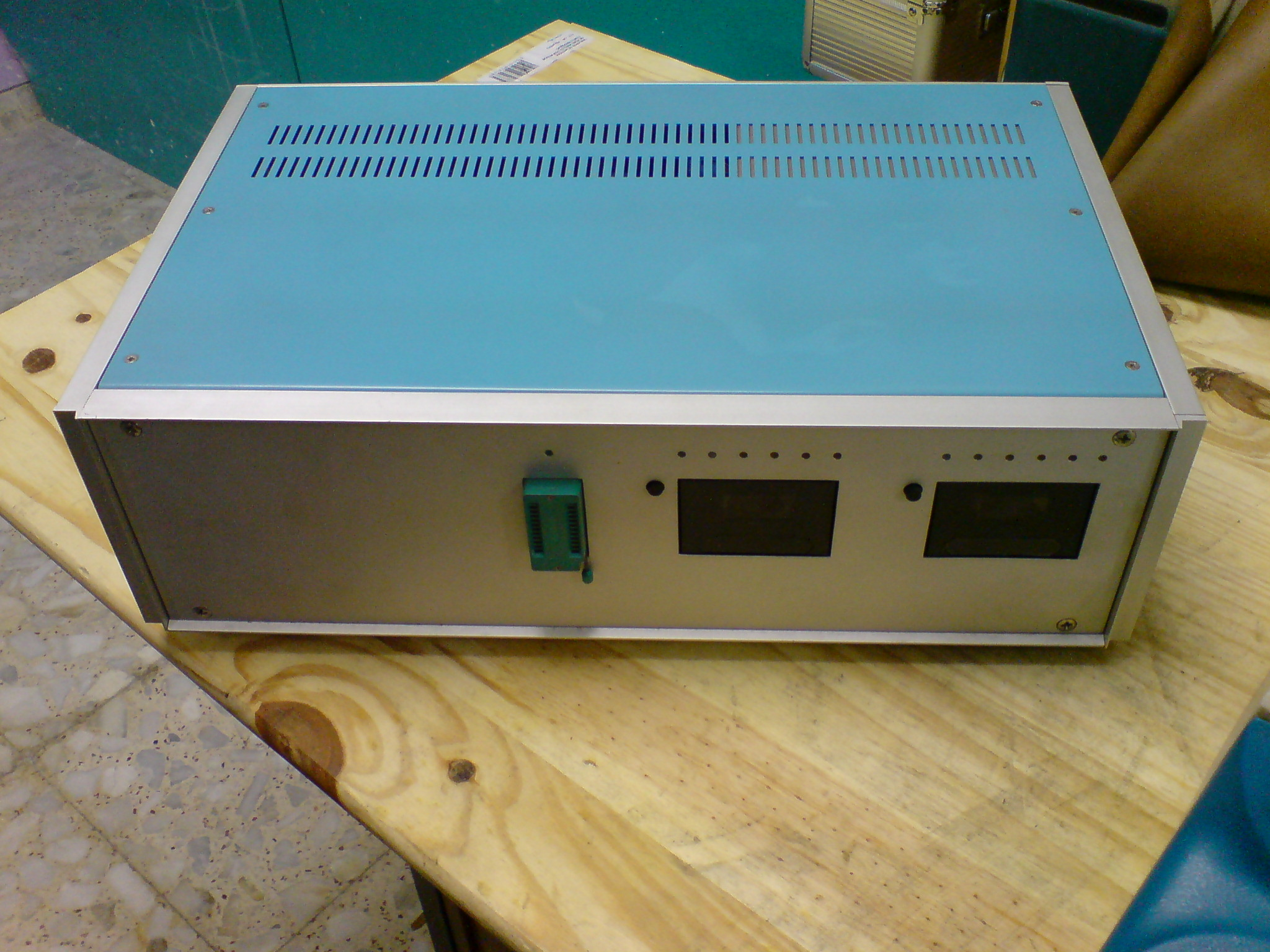
Comelta Drac-1 caixa d'ampliació.

El Rockwell AIM-65, introduït en 1976, va ser un computador basat en el microprocessador 6502 de MOS Technology dissenyat per a entreteniment i desenvolupament. El AIM-65 era el germà major del computador KIM-1. El programari disponible va incloure un monitor amb assemblador/desensamblador d'una línia alhora, intèrpret BASIC, assemblador, PASCAL, PL/65, i sistema de desenvolupament FORTH. El maquinari disponible va incloure un controlador de diskette i una placa mare per a expansió.
El programari estàndard va incloure el monitor en ROM anomenat Advanced Interactive Monitor (AIM) (Monitor Interactiu Avançat), d'allí el nom del sistema. El monitor oferia un assemblador de línia, amb capacitat per a modificar i veure el contingut de la memòria i els registres, iniciar l'execució d'altres programes i més. L'execució passo a pas va ser possible usant la interrupció no enmascarable (NMI). El command prompt (indicador d'ordre) era el símbol de "menor que", "<". En rebre una ordre de simple caràcter, s'afegia el caràcter d'entrada i el signe de "major que", ">". Si la impressora tèrmica hagués estat encesa, aquesta hagués escrit, en una sola línia, el caràcter. El monitor incloïa un nombre de rutines de servei i va ser documentat completament, incloent el codi font.

## Especificacions tècniques
- CPU: Rockwell 6502 a 1 MHz
- Teclat QWERTY de 54 tecles integrat
- Pantalla LED de 20 caràcters alfanumèrics (16 segments)
- Impressora tèrmica integrada de 20 caràcters
- Interface serial RS-232
- Connector d'expansió
- Connector d'aplicacions amb el xip 6522 VIA
- 4 KB RAM
- 5 sòcols per a xips ROM/RAM de 4 KB